# Botryobasidium lacinisporum
Botryobasidium lacinisporum är en svampart som beskrevs av G. Langer 1994. Botryobasidium lacinisporum ingår i släktet Botryobasidium och familjen Botryobasidiaceae.   Inga underarter finns listade i Catalogue of Life.